# لورانس ألكسندر هاردي
لورانس ألكسندر هاردي (بالإنجليزية: Lawrence Alexander Hardie) هو جيولوجي أمريكي، ولد في 13 يناير 1933 في ديربان في جنوب أفريقيا، وتوفي في 17 ديسمبر 2013 في سيسيدي في الولايات المتحدة.